# Башин
Башин (пол. Baszyn) — село в Польщі, у гміні Вінсько Воловського повіту Нижньосілезького воєводства.
Населення — 222 особи (2011).
У 1975-1998 роках село належало до Вроцлавського воєводства.

## Демографія
Демографічна структура станом на 31 березня 2011 року:
|          | Загалом | Допрацездатний вік | Працездатний вік | Постпрацездатний вік |
| -------- | ------- | ------------------ | ---------------- | -------------------- |
| Чоловіки | 108     | 21                 | 77               | 10                   |
| Жінки    | 114     | 24                 | 61               | 29                   |
| Разом    | 222     | 45                 | 138              | 39                   |